# Comuna Kolosova, Kremeneț
Kolosova (în ucraineană Колосова) este o comună în raionul Kremeneț, regiunea Ternopil, Ucraina, formată din satele Dvireț, Kolosova (reședința) și Rudka.

## Demografie
Componența lingvistică a comunei Kolosova
     Ucraineană (99,68%)
     Alte limbi (0,32%)
Conform recensământului din 2001, majoritatea populației comunei Kolosova era vorbitoare de ucraineană (99,68%), existând în minoritate și vorbitori de alte limbi.